# Свети Илия (Смикси)
Вижте пояснителната страница за други значения на Свети Илия.
„Свети Илия“ (на гръцки: Προφήτη Ηλία) е късносредновековна православна църква в гревенското пиндско село Смикси, Егейска Македония, Гърция.
Църквата е построена в старото село Бика (Μπίγκα) преди разрушаването му и преместването на селището на сегашното му място. В края на XX век е цялостно ремонтирана.